# Kurhany na terenie Dąbrów Krotoszyńskich
Kurhany na terenie Dąbrów Krotoszyńskich – zespół kurhanów zlokalizowanych na terenie Dąbrów Krotoszyńskich. W trakcie badań, do roku 2014 odkryto zespoły kurhanów na terenie kompleksów Las Miejski i Gliśnica.

## Lokalizacja i charakter
Na terenie kompleksu Las Miejski (gmina Krotoszyn) odkryto zespół 37 grobów z epoki brązu (1550–1300 lat p.n.e.). Mają formę kopców wysokości do 220 cm i stanowią zabytek archeologiczny. Badania kurhanów prowadził prof. Józef Kostrzewski w latach 1914–1923. Obiekty znajdują się około 100 metrów na wschód od drogi wojewódzkiej nr 444, około 3 km na południe od granicy Krotoszyna i około 1200 metrów na zachód od leśniczówki Smoszew. W ich pobliżu przebiega żółty szlak pieszy z Krotoszyna do Sulmierzyc i zlokalizowane są: rezerwat przyrody Dąbrowa Smoszew, Dąb Rozdrażewskich i Grodzisko Sulimira.
Na terenie kompleksu Gliśnica (gmina Odolanów), około 2 km na północny zachód od Gliśnicy znajduje się cmentarzysko kultury przedłużyckiej z ponad 21 kurhanami (epoka brązu, około 1600 lat p.n.e.). Siedem kurhanów stanowi zagospodarowane i przystosowane do zwiedzania stanowisko archeologiczne. Dojście do kurhanów prowadzi łącznikiem od szlaku żółtego z Odolanowa do Kurocha. Wejść można tam przez pozostałości drewnianej bramy pochodzącej z 1996, kiedy to uprzystępniono teren. Kopce mają wysokość około 1,5 m i średnicę kilkunastu metrów. Każdy z nich posiada tablicę informacyjną, ale część z nich prezentuje niepełne lub zerowe dane (brak danych o kurhanach I, V, VI i VII). I tak:
- kurhan II: średnica u podstawy – 12 m, zachowana wysokość 1,2 m, nasyp ziemny z jądrem i wieńcem, zawierał grób szkieletowy wyposażony w szpilę brązową,
- kurhan III: średnica u podstawy – 18 m, zachowana wysokość 1,3 m, nasyp z wieńcem o średnicy 1,3 m,
- kurhan IV: średnica u podstawy – 20 m, wysokość 1,5 m, nasyp ziemny z jądrem kamiennym o średnicy 7 m, zawierał fragmenty ceramiki, krzemienie i przepalone kości ludzkie[3].

Zmarłych w epoce brązu chowano w specjalnych jamach nakrytych nasypami w postaci kamiennego jądra i piaskowej otoczki. Całość otoczona była szerokim kamiennym wieńcem, wyznaczającym symboliczną granicę między dwoma światami – żywych oraz umarłych.
Oprócz tego w rejonie Gliśnicy prowadzono wykopaliska dotyczące epoki żelaza (350–375 lat n.e.).
W rejonie Gliśnicy znajdowały się dwie osady otwarte, które wchodziły w skład tzw. krotoszyńsko-ostrowskiego mikroregionu osadniczego, stanowiącego istotny element pogranicza geograficznego i kulturowego Śląska oraz Wielkopolski w czasach epoki brązu.

## Galeria

### Smoszew (Las Miejski)

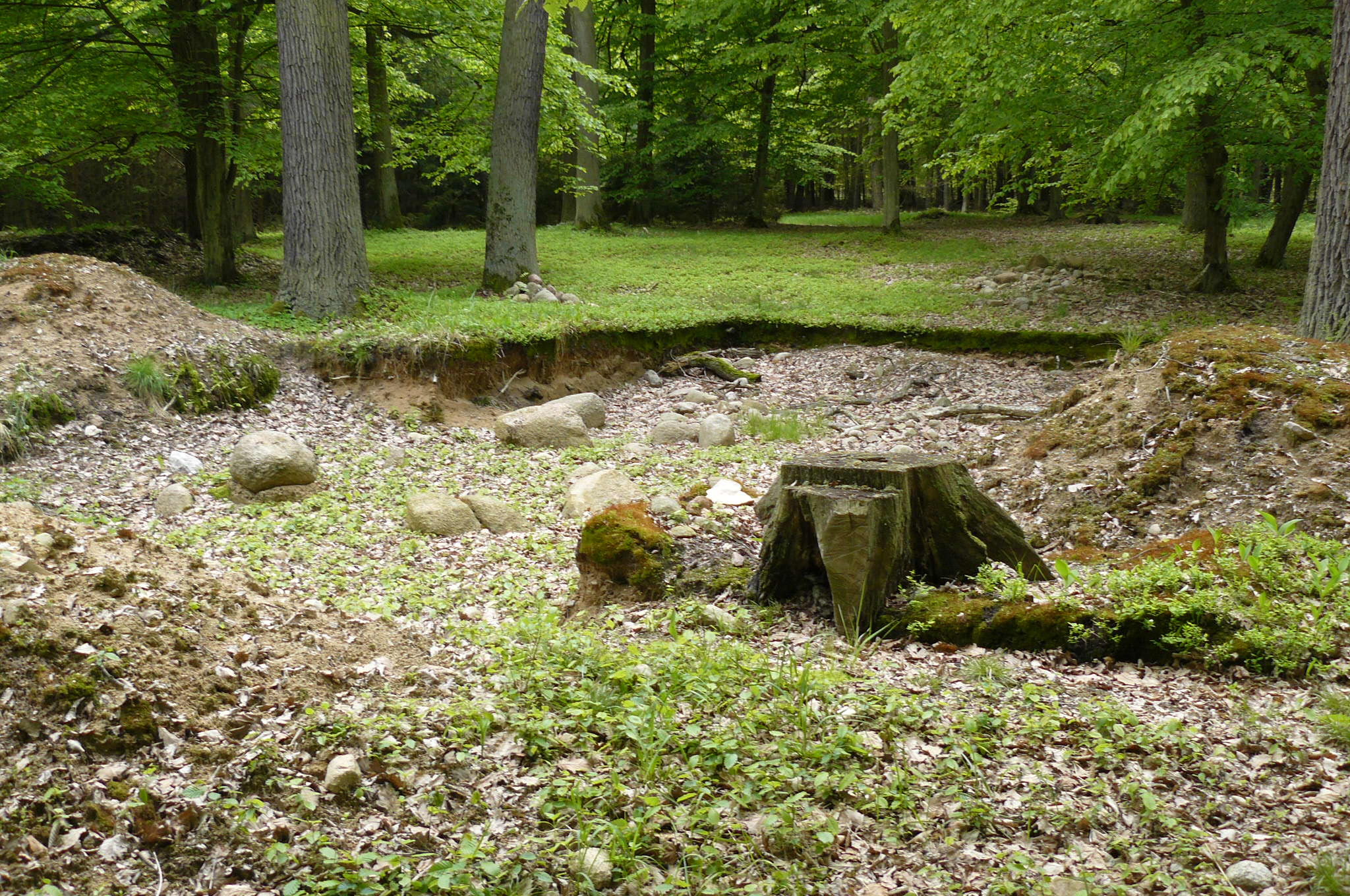
Przekrój kurhanu
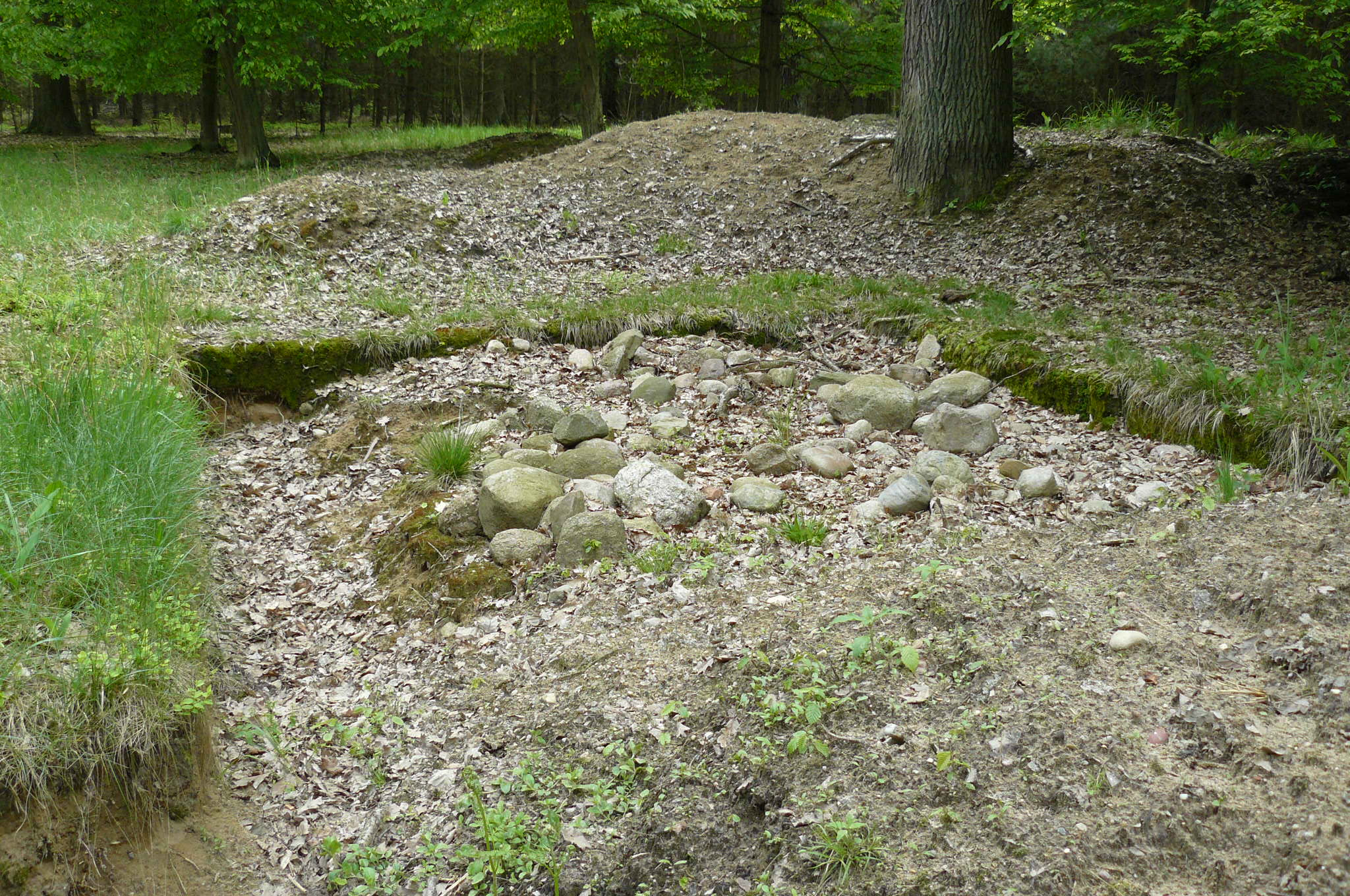
Przekrój kurhanu
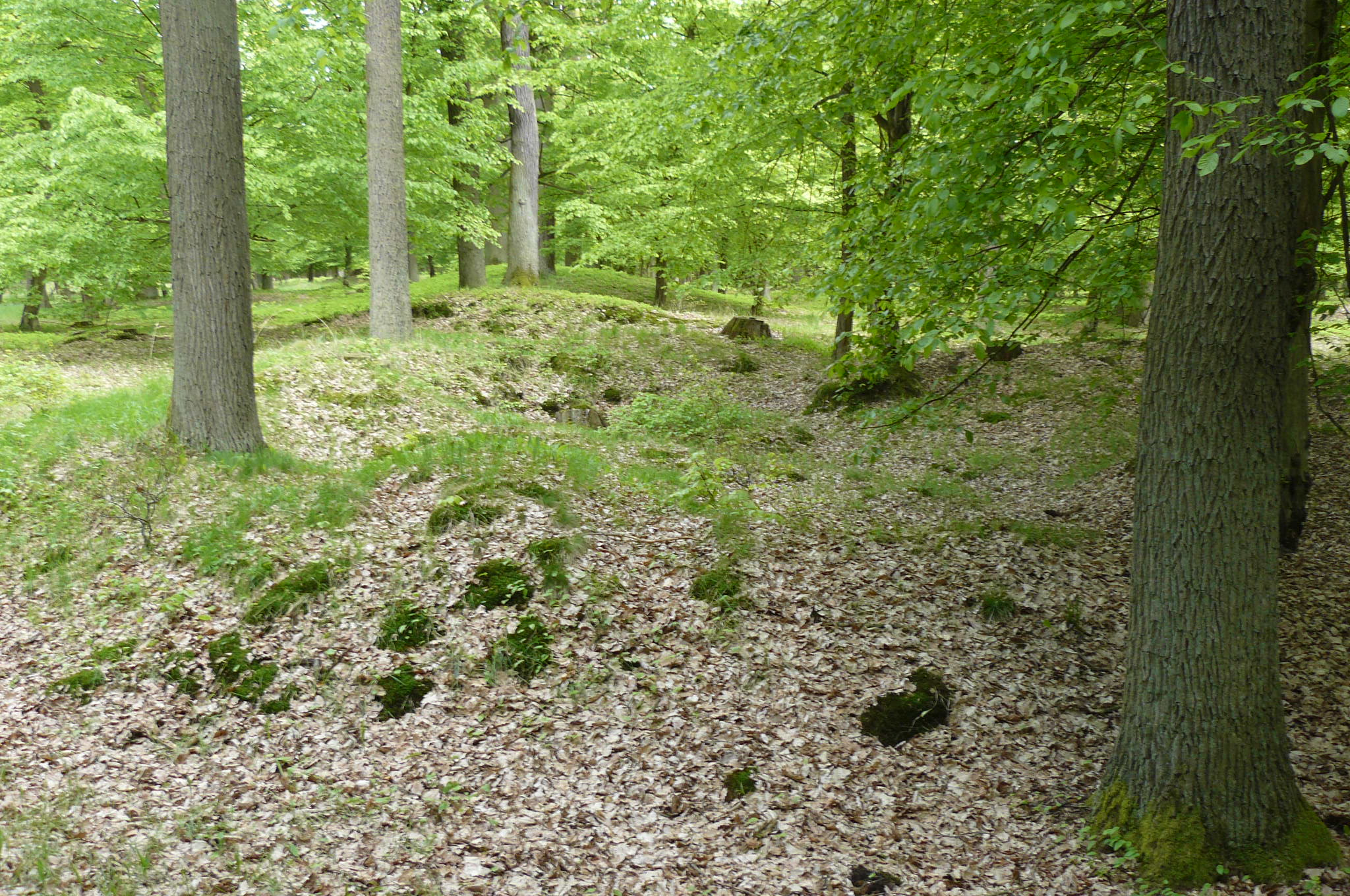
Widok ogólny

### Gliśnica

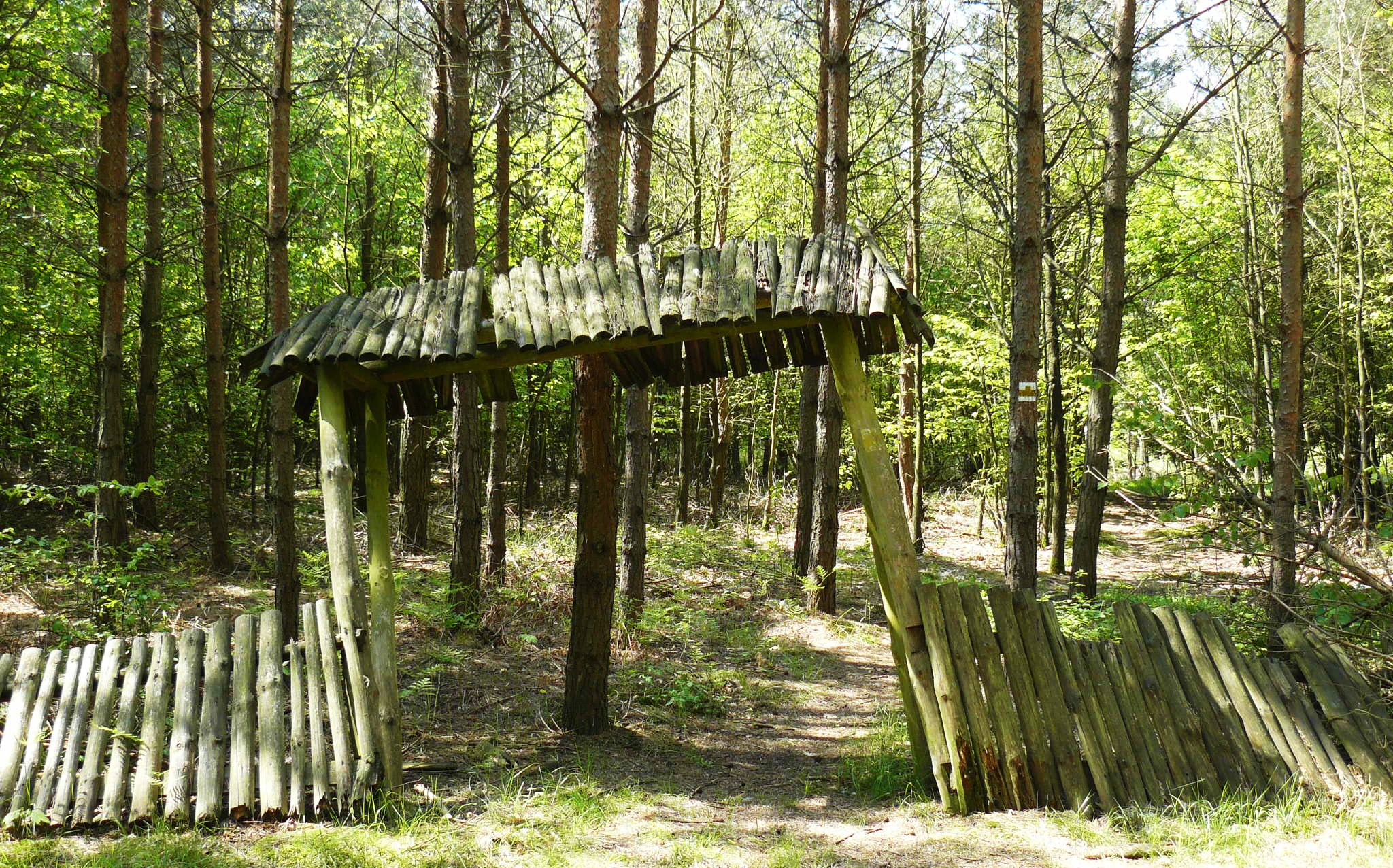
Brama założenia
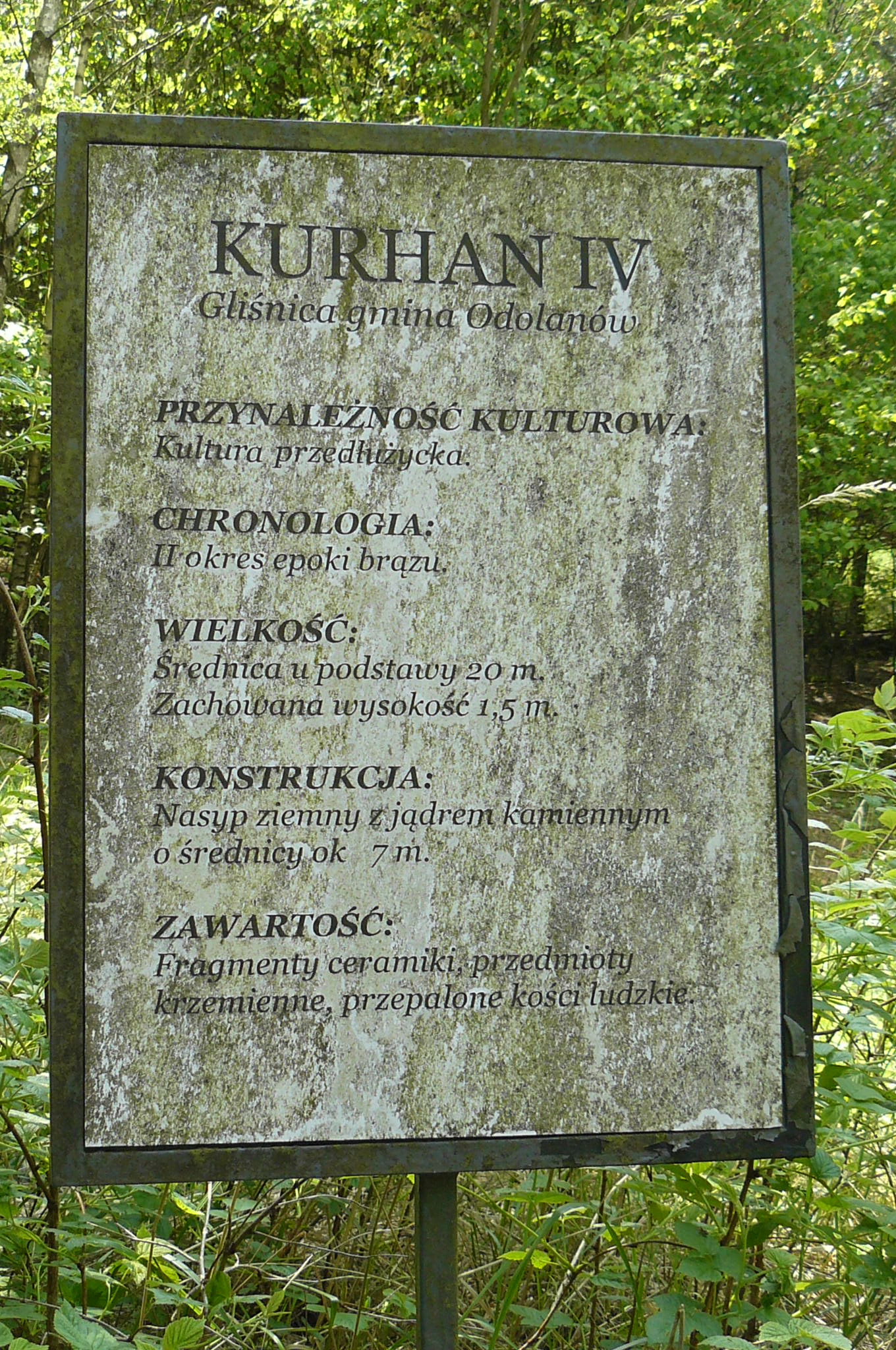
Jedna z tablic informacyjnych
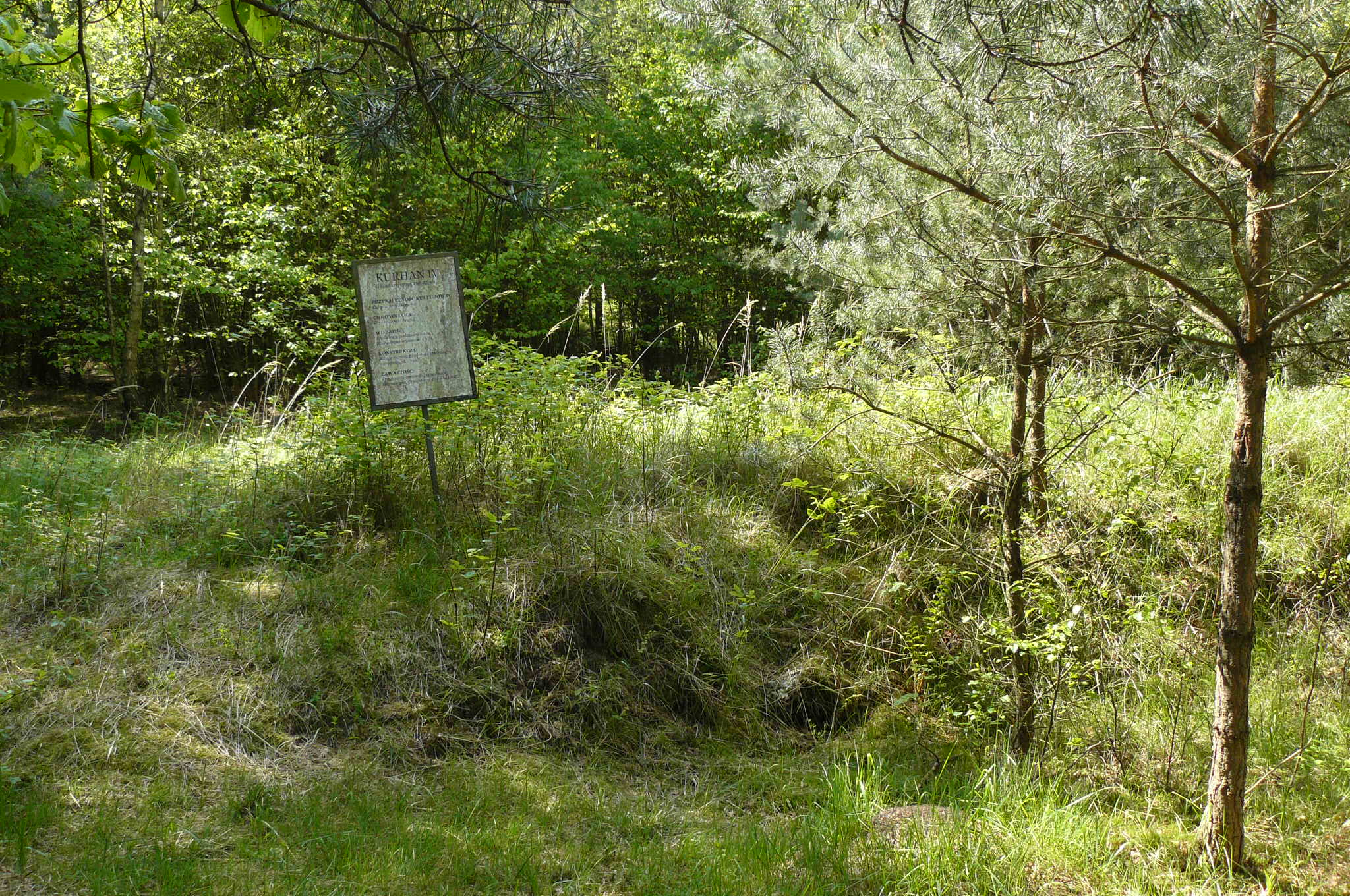
Kurhan IV
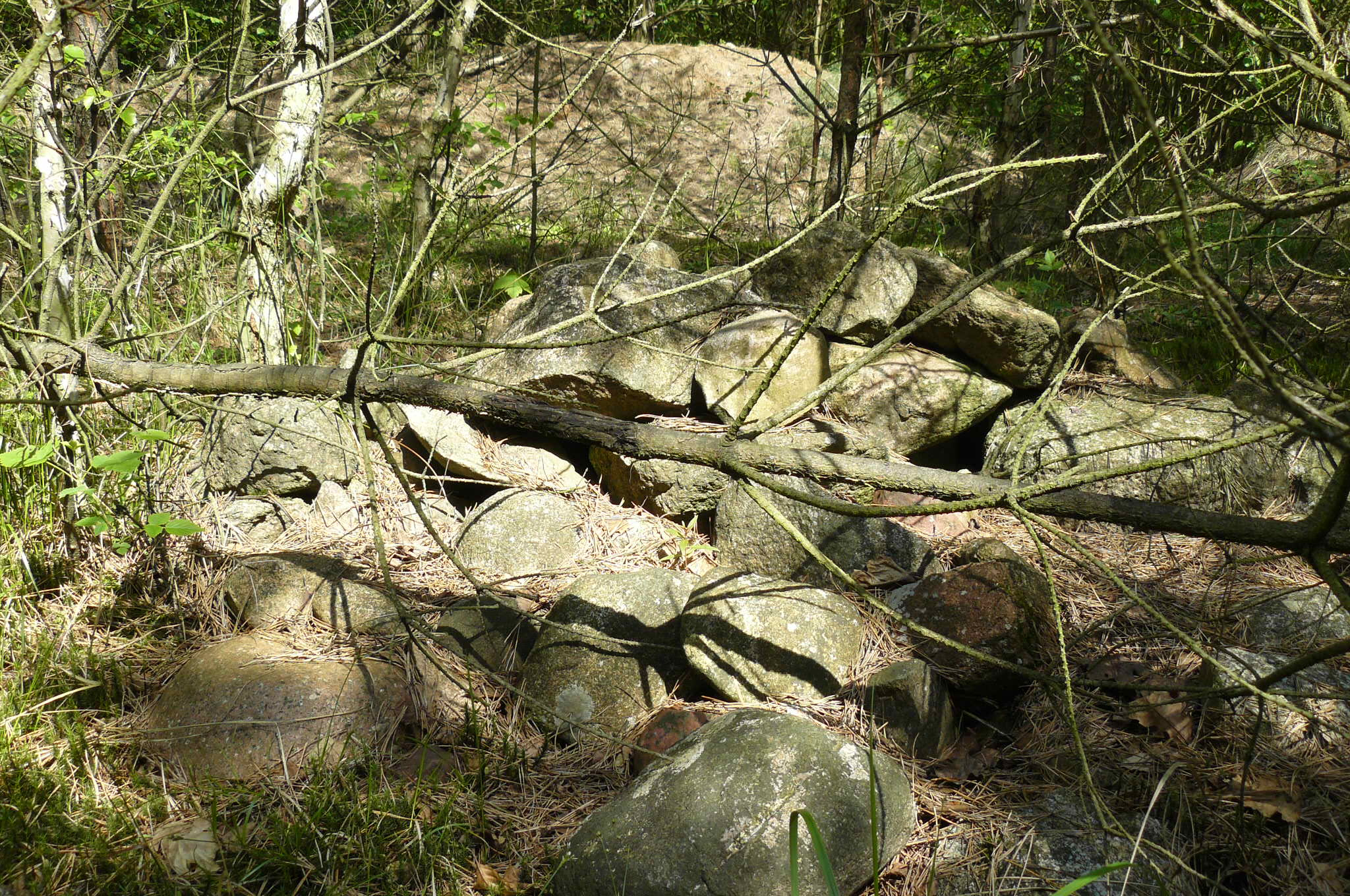
Jądro kamienne
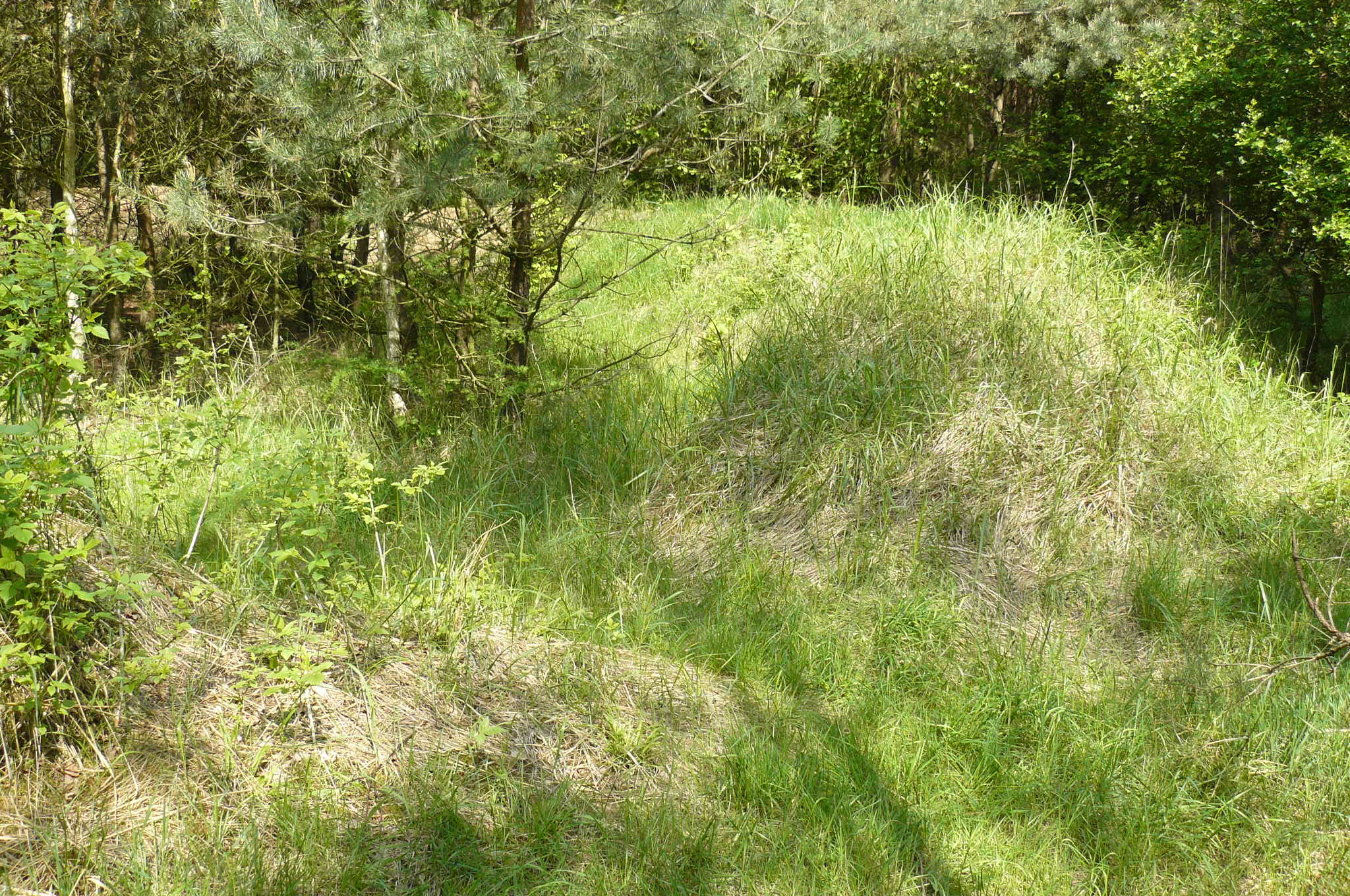
Nasyp ziemny

### Oddział leśny 122 koło Gliśnicy

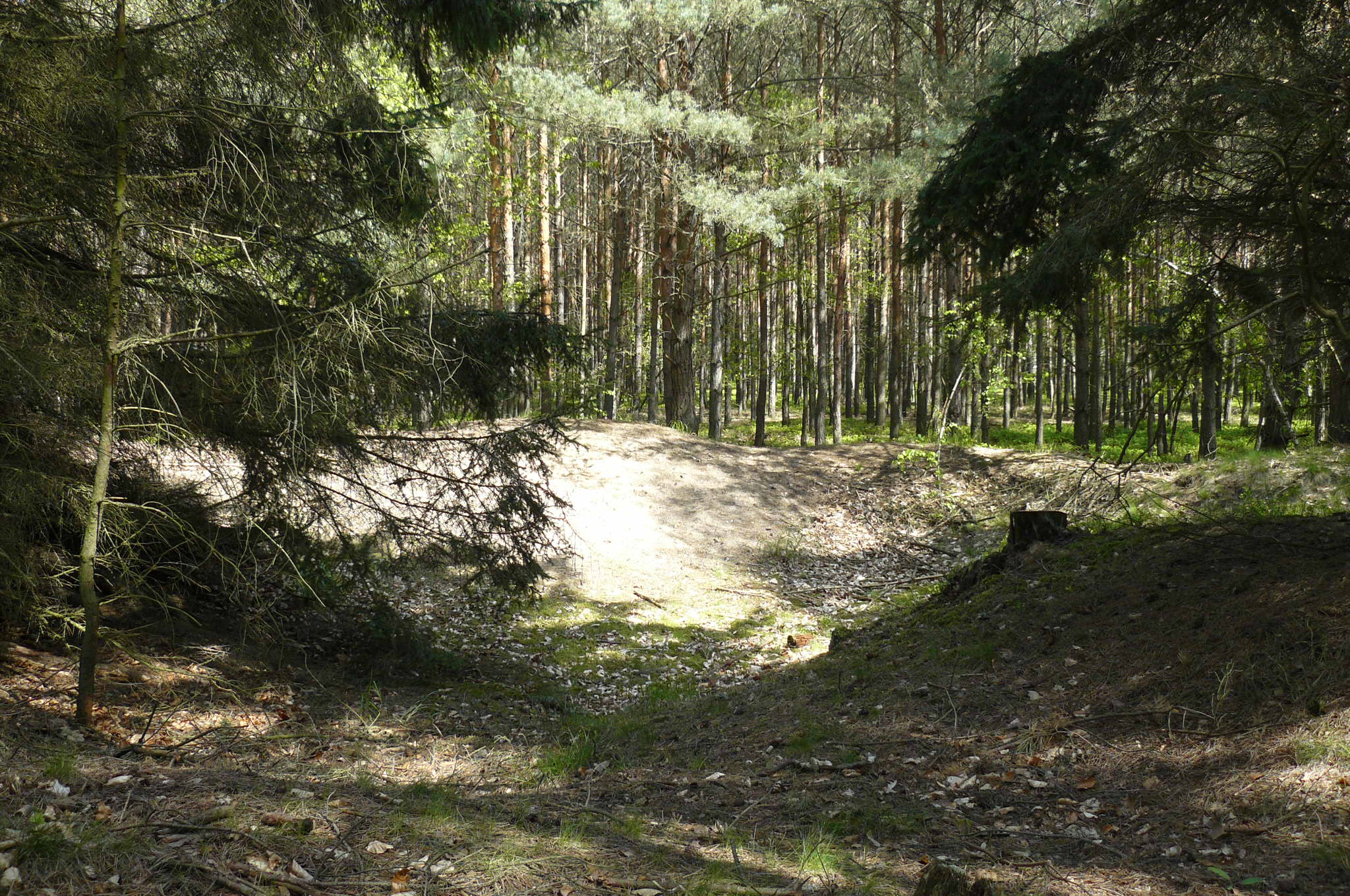
Widok ogólny

### Oznaczenia

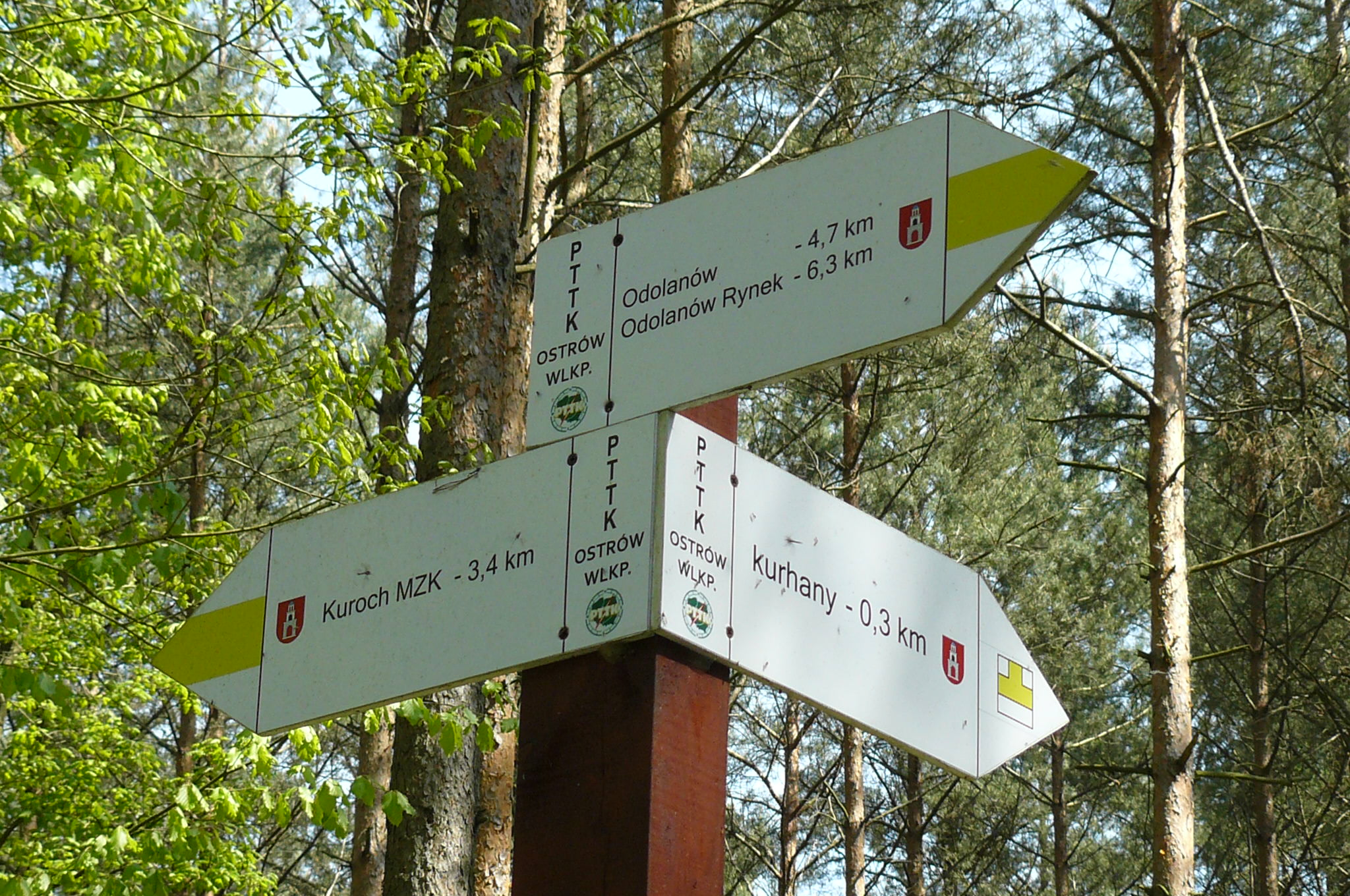
Oznaczenia koło Gliśnicy
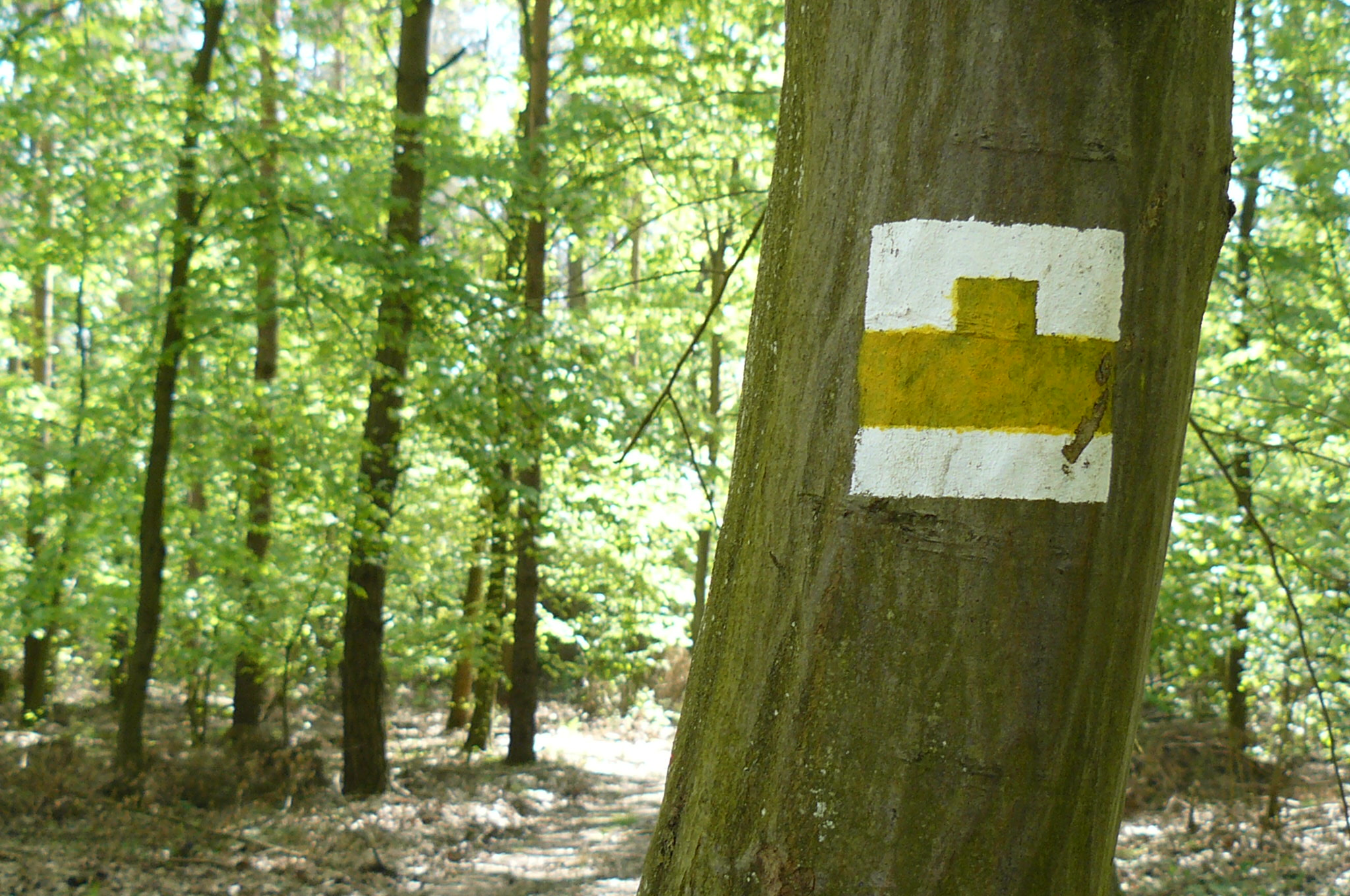
Łącznik w Gliśnicy